# Pekiti-Tirsia Kali
Pekiti-Tirsia Kali je filipínské bojové umění vyvinuté rodinou Tortal (Conrado B. Tortal) z Negros Occidental, ostrova v centrální části Visayanských ostrovů (Filipíny). Do současné podoby vzniklo zhruba před 100 lety pro účely ochrany majetku, pozemků a členů rodiny Tortal. V roce 1972 jej začal v USA a v Evropě vyučovat velmisr Leo Tortal Gaje. Ve vysayanském dialektu Illongo Pekiti-Tirsia znamená zhruba něco jako „rozřezat někoho na kousky, skončit to s ním“.